# فريد قرني
فريد قرني عبد الباقي عفيفي (1353 هـ- 1425 هـ / 1934م - 2004م)
شاعر مصري ولد في قرية القطوري، وتوفي في قرية نزلة السمان بمحافظة الجيزة. قضى حياته في مصر. التحق بمدارس مديرية الجيزة التعليمية، حتى نال شهادة إتمام الدراسة الثانوية، ثم التحق بكلية الهندسة لسنوات قليلة، ثم تحول للدراسة بكلية الآداب حتى تخرج فيها. عمل في وزارة المالية، في الضرائب العامة، ثم تدرج في مناصبه، حتى ترقى مديرًا لأحد قطاعات ضرائب القاهرة، ثم أحيل إلى التقاعد. كان عضوًا في اتحاد كتاب مصر. شارك بشعره في المناسبات الاجتماعية والدينية المختلفة.

## الإنتاج الشعري
- له قصائد عدة نشرت في جريدة النذير (كفر الدوار) - وهي: «ضحايا القتال» - غرة ذي الحجة 1371هـ/ 1951م، وتقع في 32 بيتًا، و«في مولد المجد» - 19 من ذو الحجة 1371هـ/ 1951م، وتقع في 19 بيتًا، و«يا عيد» - 29 من ذو القعدة 1371هـ/ 1951م، وتقع في 29 بيتًا، و«طفح الكيل» - 13 من المحرم 1372هـ/ 1952م، وتقع في 1 بيتًا، و«صرح تداعى» - 22 من المحرم 1372هـ/ 1952م، وتقع في 1 بيتًا، و«يا دعوة الإسلام» - 10 من ربيع الأول 1372هـ/ 1952م، وتقع في 37 بيتًا، و«نور المصطفى» - 11 من ربيع الأول 1372هـ/ 1952م، وتقع في 10 أبيات، و«يا مولد الهادي» - 9 من ربيع الثاني 1372هـ/ 1952م، وتقع في 25 بيتًا.
شاعر مناسبات، تراوح شعره بين الموضوعين الديني والوطني، له نصيب من المديح النبوي، وأكثر قصائده يتوفر فيها الطابع الديني، في وطنياته هجاء لعصر الملكية واحتفاء بالتغيير الذي حدث عام 1952، حيث يتوفر البعد الدرامي فيها، له قصيدة «يا دعوة الإسلام» تعد من شعر الدعوة، فهو ينعى أحوال الناس وما صاروا إليه من خلاعة وفسوق، ويدعو إلى الإصلاح، غير أن لغته لا تتخلى عن طابعها التركيبي وقدرتها على الإيحاء بالمعنى من غير مباشرة.